# Leonia ulei
Leonia ulei (Melch.) Byng & Christenh. – gatunek roślin z rodziny fiołkowatych (Violaceae). Występuje naturalnie w Kolumbii, Wenezueli, Gujanie, Surinamie, Gujanie Francuskiej, Ekwadorze, Peru, Boliwii oraz Brazylii (w stanach Acre, Amazonas, Amapá, Pará, Rondônia, Roraima i Mato Grosso). 

## Morfologia
PokrójZimozielone drzewo dorastające do 10 m wysokości.
LiścieUlistnienie jest naprzemianległe. Blaszka liściowa ma kształt od odwrotnie jajowatego do niemal sercowatego, jest karbowana na brzegu, ma stłumioną nasadę i ostry lub tępy wierzchołek. Ogonek liściowy jest nagi.
KwiatyZebrane w wierzchotkach wyrastających z kątów pędów.
OwoceTorebki o jajowatym kształcie, pękające trzema zastawkami.

## Biologia i ekologia
Rośnie w lasach, na wysokości do 600 m n.p.m.